# Carla Wartenberg
Carla Wartenberg (Carla Maria Wartenberg, auch Carla M. Wartenberg und Carla Maria Fatt, * 19. Juni 1934 in Berlin; † 29. Juni 2019 in London) war eine englische Übersetzerin deutscher Herkunft.

## Leben
Carla Wartenberg war die Tochter des Apothekers Fritz Wartenberg, der 1931 die von seinem Vater Dr. Wilhelm Wartenberg 1907 erworbene Rothe Apotheke in Berlin leitete. Nach Erlass der Nürnberger Gesetze ab 1935 musste ihr Vater 1937 die Apotheke verkaufen und flüchtete nach England. Carla Wartenberg lebte bis zum 3. Januar 1943 mit ihrer deutschen Mutter in Berlin. An diesem Tag wurde ihre Großmutter Wartenberg in das Ghetto Theresienstadt verschafft. Sie floh mit ihrer Mutter aus Berlin und überlebte in wechselnden Verstecken auf dem Land den Krieg und die Verfolgung zusammen mit ihrer Mutter. Wann sie zu ihrem Vater nach England übersiedelte, ist nicht bekannt. 1990 erbte Carla Wartenberg die Apotheke ihres Großvaters und ließ sie in die Form zurückbauen, die ihr der Großvater Wilhelm 1929 gegeben hatte.

## Übersetzungen (Auswahl)
Carla Wartenberg übersetzte u. a. das Werk Der isolierte Staat von Johann Heinrich von Thünen und zusammen mit Alan Sheridan (Alan M. Sheridan-Smith) das Werk Der Hellenismus und der Aufstieg Roms von Pierre Grimal (Herausgeber) mit Beiträgen von Hermann Bengtson u. a. ins Englische. Sie war mit Erich Fried befreundet, der mit ihr zusammen den Gedichtband 'Ariel' von Sylvia Plath deutsch übersetzte.

## Privates
Sie war von 1962 bis 1966 mit Sir Peter Hall (Stadtplaner) und von 1985 bis 2014 mit dem britischen Neurophysiker amerikanischer Herkunft Paul Fatt verheiratet.